# Bourbon-Lancy
Bourbon-Lancy è un comune francese di 5 385 abitanti situato nel dipartimento della Saona e Loira nella regione della Borgogna-Franca Contea.

## Società

### Evoluzione demografica
Abitanti censiti